# Teller Auguszta
Teller Auguszta Mária (lánykori nevén Schütz-Harkányi Auguszta Mária, angol nevén Augusta H. Teller, becenevén Mici; Nagykanizsa, 1909. április 30. – Palo Alto, 2000. június 4.) magyar–amerikai matematikus, Teller Ede felesége.

## Élete
Mici Harkányi Augusztaként született 1909. április 30-án, Nagykanizsán. Apjának, Harkányi Edének a családja jómódú építési vállalkozókból és vasgyárosokból állt, de ő maga jogot végzett és ismert szociáldemokrata volt. Anyja, Weiser Gabriella (vagy Ella) társadalomtudományokkal foglalkozott. Mindketten zsidók voltak eredetileg, de Ede katolikusnak, Ella pedig reformátusnak keresztelkedett ki, így fiuk az apa, lányuk az anya vallását követte. Harkányi Ede igen korán, még az első világháború előtt meghalt, Ella pedig feleségül ment Schütz Aladár budapesti gyerekorvoshoz, aki nevére vette a gyerekeit. Mici neve így Schütz-Harkányi Augusztára változott. Két féltestvére, István és Gábor zsidó vallásban nevelkedtek. Gábor későbbi jellemzése szerint (amit az ÁVH-nak kellett adnia) Mici határozott, akaratos lány volt, aki gyakran került ellentétbe szüleivel, főleg mostohaapjával. Ellenezte a Horthy-rendszert, de kitűnően tanult.   
Mici bátyja, Schütz-Harkányi Ede (becenevén Szuki) a Trefort utcai Mintagimnáziumba járt, ahol Teller Ede volt az osztálytársa. Mici és Teller 1924-ben ismerkedtek meg. Két évvel később az akkor már a Műegyetemen tanuló Teller Németországba költözött, hogy az ottani egyetemeken folytassa tanulmányait. Mici 1926-ban iratkozott be a Pázmány Péter Tudományegyetemre, ahol 1931-ben matematikatanári diplomát szerzett. Eközben a németországi odenwaldi nyári iskolákban tanított. Ezt követően két évig az amerikai Pittsburghi Egyetemen tanult szociológiát és pszichológiát, majd a mesterfokozat megszerzése után 1933-ban visszatért Budapestre. Időközben a németországi nemzetiszocialista fordulat miatt Tellernek is ott kellett hagynia göttingeni egyetemi állását és hazatérésekor megkérte Mici kezét. 1934. február 24-én házasodtak össze Budapesten, egyszerű polgári szertartás keretében. Mivel a magyarországi antiszemita közegben nehezen találtak volna végzettségüknek megfelelő állást, előbb Koppenhágába, majd 1934 szeptemberében Londonba költöztek. Innen a következő évben az Egyesült Államokba telepedtek át, miután Tellernek fizikatanári állást ajánlottak a Washington D.C.-beli George Washington Egyetemen. 1941. március 6-án mindketten megkapták az amerikai állampolgárságot. 1943. február 10-én megszületett első gyerekük, Paul. 

### Amerikában

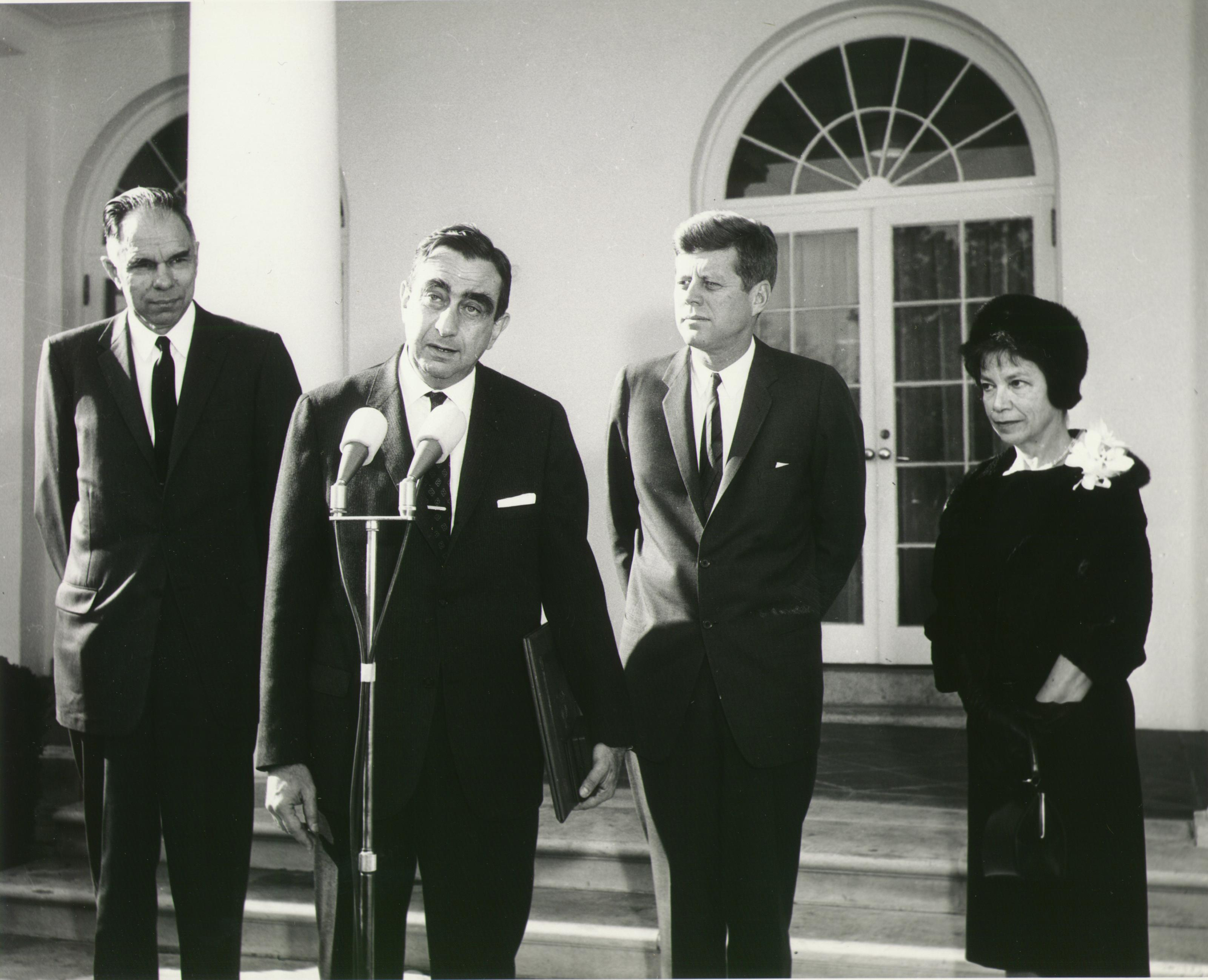
A Fermi-díj átadása Teller Edének 1962-ben (balról jobbra: Glenn T. Seaborg, Teller Ede, John F. Kennedy, Teller Auguszta)

1943 áprilisában Teller és felesége Los Alamosba költöztek, ahol részt vettek az atombomba előállítására irányuló Manhattan tervben. Mici részmunkaidőben dolgozott, matematikusként a rutinszámításokat végző részlegben (ahol a kutatók feleségei általában dolgoztak). Munkahelye, a T-5 csoport (vezetője Donald Flanders) az elméleti részleghez tartozott, amelyet Hans Bethe vezetett. Los Alamosban végzett munkájáért a háború után elismerő oklevelet kapott Henry Stimson hadügyminisztertől.  
1944-ben Mici bátyja, Ede meghalt a mauthauseni koncentrációs táborban. 1946-ban visszatértek Chicagóba, ahol Teller az ottani egyetemen tanított fizikát, illetve az atomfizikai kutatásokat végző Argonne Nemzeti Laboratóriumban dolgozott. Mici a laboratóriumban a Neumann János által tervezett MANIAC I számítógép programozásában segített. 1946. augusztus 31-én megszületett, második gyerekük, Wendy.
1950-ben visszatértek Los Alamosba, ahol Teller a hidrogénbombán dolgozott, Mici pedig Nick Metropolis, Marshall Rosenbluth és Ariana Rosenbluth csoportjában segédkezett számítógépes programban alkalmazni a Monte Carlo statisztikai módszert (a módszert Stanisław Ulam, Teller munkatársa dolgozta ki).
Az 1950-es évek végén a kaliforniai Palo Altóba költöztek, ahol Teller a Livermore nukleáris fegyverkutató laboratóriumnak dolgozott. Mici az 1960-as és 1970-es években részt vett egy programban, amely a matematikában és a természettudományokban kitűnő középiskolai diákok továbbtanulását támogatta.  
Teller Auguszta 2000. június 4-én halt meg tüdőbetegsége következtében, 91 éves korában.  